# José Cox
José Gabriel Cox Donoso (Santiago de Chile, 27 de junio de 1954) es un ingeniero comercial y empresario chileno, estrecho colaborador de Sebastián Piñera en sus emprendimientos tanto públicos como privados.
Nació como el tercero de los ocho hijos que tuvo el matrimonio de inclinación democratacristiana conformado por el abogado Cristián Cox y Ana Donoso.
Se formó en el Colegio San Ignacio de la capital, donde compartiría aulas con los después empresarios y dirigentes gremiales, Fernando Echeverría y Juan Ignacio Silva. Luego cursó ingeniería comercial en la Pontificia Universidad Católica, lugar donde trabaría una estrecha amistad con Piñera a través de Pablo, uno de los hermanos de aquel.
Pasó cinco años como empleado de una consultora ligada a Raúl Sáez, Carlos Croxato y Fernando Léniz. En ella se vinculó al desarrollo y administración de proyectos. Entre sus tareas estuvo la reorganización de la Compañía de Petróleos de Chile (Copec).
En 1978 el propio Piñera lo llevó a Citicorp, donde fue parte de la banca de inversiones, en la que también estaban Francisco Pérez Mackenna, Patricio Jottar y Patricio Parodi. Dejó la entidad en 1986, en conjunto con Piñera, con quien formó CMB.
En la década de 1990, una vez terminada la dictadura que lideró el general Augusto Pinochet, trabajó para los gobiernos de la Concertación de Partidos por la Democracia, tanto en Hacienda, como en la Corfo y Obras Públicas. En esta última repartición fue asesor del ministro Carlos Hurtado en la creación del sistema de concesiones. También pasó por el Banco Central durante la última renegociación de la deuda externa.
En 1994, cuando Piñera compró el 34% de la entonces LanChile, tomó un puesto en el directorio con sus votos. Tres años más tarde, el a la sazón senador por Santiago Oriente le encomendó conducir las negociaciones por el llamado Caso Chispas.
Entre abril de 2000 y marzo de 2007 ejerció como presidente del directorio de la Bolsa Electrónica de Chile.
En 2005-2006 y 2009-2010 trabajó activamente para Piñera en el marco de las campañas de éste para conseguir la Presidencia de la República, objetivo que logró en su segundo intento. Una vez en el Gobierno, se incorporó a su círculo más estrecho de asesores.
Casado con Loreto Alcaíno, es padre de tres hijos.
El 6 de febrero de 2024 el expresidente de la República, Sebastián Piñera, fue a visitarlo en su casa cerca del lago Ranco; tras terminar la visita, este último falleció tras sufrir un accidente aéreo en el helicóptero que pilotaba.